# ダイミ・ラミレス
ダイミ・デ・ラ・カリダード・ラミレス・エチェバリア（Daymi de La Caridad Ramirez Echevarria、女性、1983年10月8日 - ）は、キューバのバレーボール選手。ポジションはセッター、オポジット。元キューバ代表。

## 来歴
2000年代にキューバ代表のツーセッターシステムにおいてセッター兼ライトアタッカーを務めた。2004年よりシニア代表として活躍し、同年8月のアテネ五輪では銅メダル獲得に大きく貢献した。それ以後も代表チームの中心選手としてプレーし、世界選手権、ワールドカップなどに出場した。2008年のワールドグランプリでは銀メダルを獲得するとともに、自身もベストスパイカー賞を受賞した。
2009年からは代表から離れ、海外リーグでプレーしている。ブラジル、中国などのリーグを経てトルコリーグのHalkbank Ankaraでプレーした。

## 球歴
- オリンピック - 2004年、2008年
- 世界選手権 - 2006年
- ワールドカップ - 2007年
- ワールドグランプリ - 2004年、2005年、2006年、2007年、2008年

## 受賞歴
- 2007年 パンアメリカンゲームズ　ベストスパイカー賞
- 2008年 ワールドグランプリ ベストスパイカー賞

## 所属クラブ
- ウラロチカ・エカテリンブルク（2005-2006年）
- Ciudad de la Habana（2006-2010年）
- Praia Clube（2010-2011年）
- Minas Tênis Clube （2011-2012年）
- Campinas Voleibol Clube（2012-2013年）
- イトゥサチ・バクー（2013年）
- Fujian Xi Meng Bao（2013-2014年）
- Halkbank Ankara（2014年）
- Praia Clube（2014-2017年）
- Halkbank Ankara（2017-2018年）
- ナコンラチャシマ（2019-2020年）